# Gare Lucien-L'Allier
Cet article concerne la gare. Pour la station de métro Lucien-L'Allier, voir Lucien-L'Allier (métro de Montréal). Pour l'autre signification, voir Lucien L'Allier.
La gare Lucien-L'Allier est une gare terminale du centre-ville de Montréal. Exo l'exploite pour ses lignes de train de banlieue Vaudreuil–Hudson, Saint-Jérôme et Candiac.
Incorporée dans la structure du Centre Bell, elle a été construite pour remplacer la gare Windsor, séparée du chemin de fer par la construction du centre.
La gare a été fermée du 1er avril au 21 décembre 2024 pour des travaux majeurs, incluant la reconstruction des quais, l'installation de marquises et l'ajout de nouvelles sorties d'urgence,.

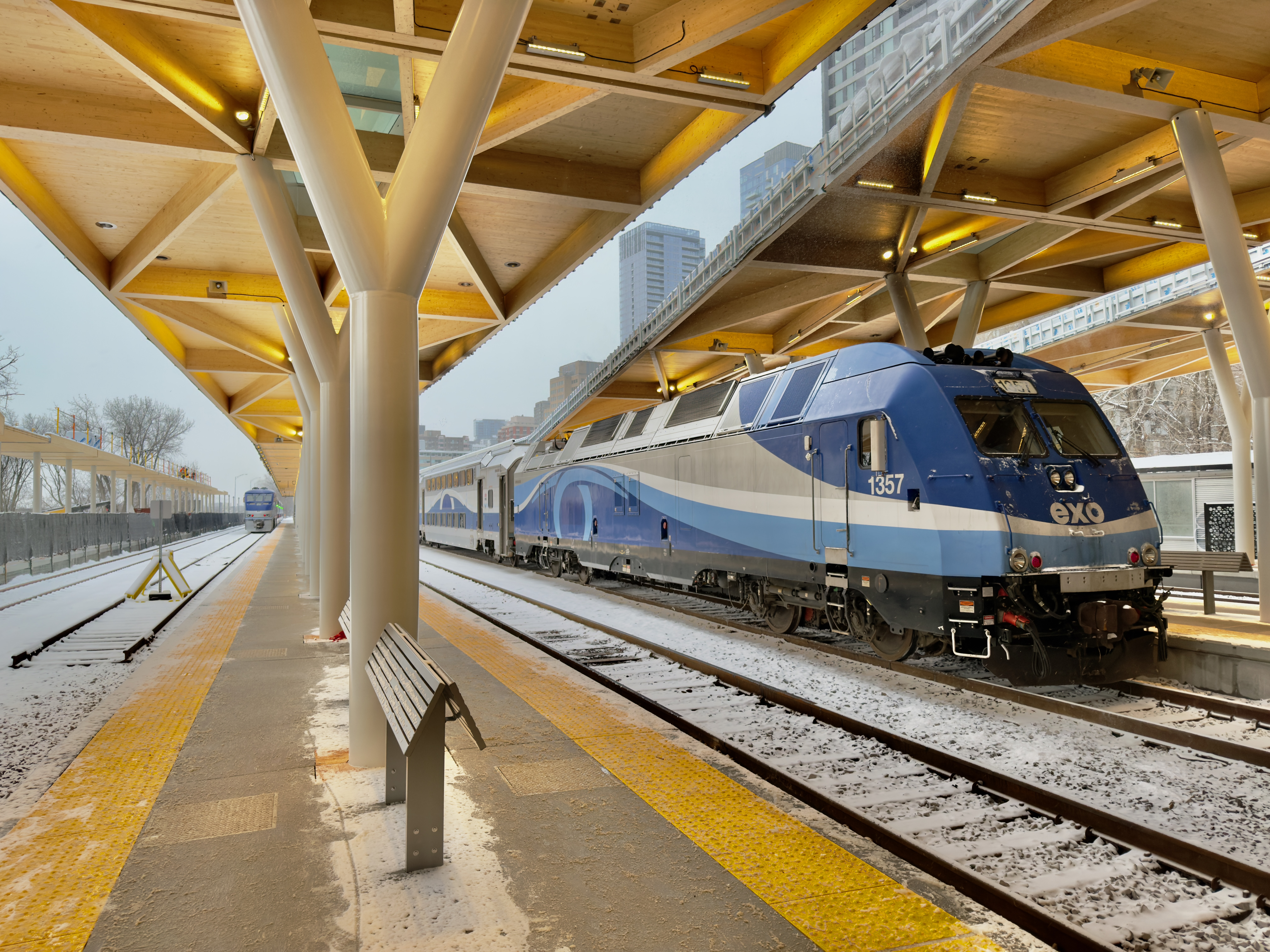
Nouveau quai et marquise en bois pour les voies 5 et 6, avec un train garé sur la voie 4

## Correspondances

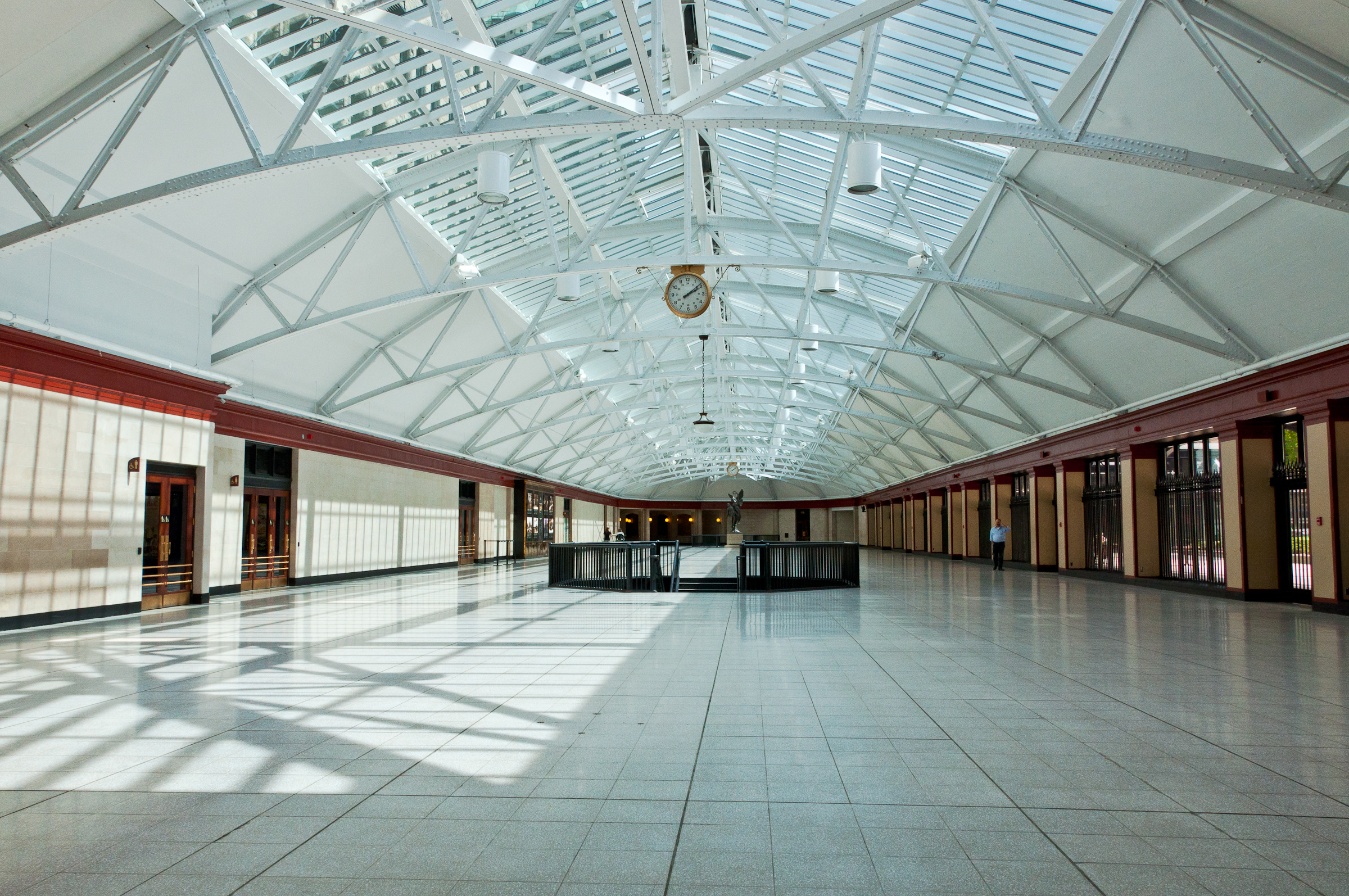
La Gare Windsor

### Métro de Montréal
Une correspondance s'effectue avec la ligne 2 - orange par la station Lucien-L'Allier. Il y a également un accès au Montréal souterrain. La nouvelle gare portait le nom de Terminus Windsor à l'origine, mais a été rebaptisée Lucien-L'Allier pour éviter toute confusion avec la gare patrimoniale et pour indiquer le lien à la station de métro.

## Lignes d'autobus
|    | Service de Jour |
| 36 | Monk            |

|     | Service Express             |
| 410 | Express Notre-Dame          |
| 420 | Express Notre-Dame-de-Grâce |
| 430 | Express Pointe-aux-Trembles |